# Comtat de Mortain

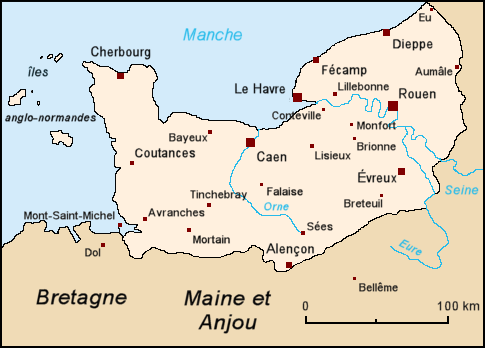
Mortain en un mapa de la Normandia històrica

El comtat de Mortain fou una jurisdicció feudal centrada a la població de Mortain a Normandia. El títol de comte de Mortain fou portat per dos reis d'Anglaterra, per reis de Navarra i nombrosos membres de diverses famílies reials i ducals. Va ser en els seus primers segles d'existència un títol molt prestigiós, però la seva importància va disminuir cap al segle xiv per no ser més que un títol accessori.

## Història
El 933 el rei Carles III de França el Simple, va cedir a Guillem I de Normandia Llarga Espasa, el Cotentin i l'Avranchin qua anteriorment havien estat abandonats als bretons. Des d'aquest any el ducat de Normandia va adquirir a poc a poc la província eclesiàstica de Rouen, és a dir el territori que modernament forma la Normandia però no se sap segur si els normands dominaven efectivament tot el territori; fins al temps de Ricard I de Normandia (942-996), la meitat occidental sembla que escapava a l'autoritat dels comtes normands instal·lats a Rouen. Els normands no haurien dominat Mortain i la seva regió més que després de diverses lluites contra els seus veïns bretons i manencs (del Maine).
El comtat de Mortain hauria estat creat al primer quart del segle xi quan el duc de Normandia Ricard II va instal·lar comtes a les fronteres del seu ducat. Vers 1015, un comte es va instal·lar a Avranches. L'Avranchin, proper a la frontera amb el ducat de Bretanya, patia sovint les incursions dels bretons i angevins. D'altra banda, estant situat Mortain a l'extrem sud-oest del ducat, servia d'enllaç a l'autoritat ducal. Abans del 1050, el Mortainais hauria estat separat del Avranchin per formar una entitat separada enfront del comtat del Maine. L'honor de Mortain tenia per cor la gran vall del Sélune, anomenada vall de Mortain; incloïa també els ingressos de l'àrea forestal de Montmartin, i (a l'època d'Esteve de Blois (Esteve d'Anglaterra +1154) i després del seu fill Guillem de Blois o Guillem de Boulogne (mort el 1159), es creu que va incloure fins i tot la vila de Coutances,. Abans de 1106 l'honor incloïa també unes terres a l'entorn del castell de La Haye-du-Puits (Nord Cotentin). El castell de Mortain s'hauria construït sota Guillem I de Normandia Llarga Espasa.
Els ducs de Normandia van posar com a comtes de Mortain a membres de la pròpia família. És difícil de saber qui fou el primer comte perquè abans de 1040 els texts que esmenten els noms d'aquestos no en diuen el seu lloc d'implantació, i el títol de comte no era gaire corrent. Així els
començaments del comtat de Mortain i, per tant, dels comtes de Mortain, són molt mal coneguts. El primer que ho va ser fou Robert d'Avranches, un fill il·legítim de Ricard I de Normandia, als primers anys del segle xi, que estava establert al castell de Mortain i és considerat el primer comte dominant un gran territori que incloïa a més de Mortain, el Mont Saint-Michel i la regió d'Avranches cap al 1015. Douglas el considera com el primer comte de Mortain, fins i tot si fou probablement més un comte de l'Avranchin. La Vita Gauzlini identifica clarament aquest Robert com a germà del duc Ricard II, el seu fill Ricard com el nebot del duc, i precisa que aquest Ricard va ser exiliat a ultramar el 1026, després de rebel·lar-se,. Per Jacques Boussard « ...la constitució de la senyoria -comtat- de Mortain sembla coincidir amb el final de les guerres entre el duc de Normandia Robert el Magnífic i el duc de Bretanya, al moment en què la frontera entre els dos ducats fou definitivament fixada al Couesnon… ». Per a Claude Groud-Cordray i David Nicolas-Méry, el comtat de Mortain va néixer després de 1047, després de la batalla de val de Dunes. La seva fundació resultà de la voluntat del duc Guillem el Bastard de retirar a Avranches el seu estatut de capital comtal atorgat per Ricard I de Normandia; per tal d'evitar que un «estat tampó» es formés al marges del seu ducat, el jove duc desplaça Guillem Guerlenc llavors comte d'Avranches, cap a Mortain que va esdevenir el nou pol polític de la diòcesi d'Avranches; Avranches esdevingué un simple vescomtat que va anar a mans de la família dels comtes de l'Hiémois, els Goz, i més precisament a Ricard Goz i després a Hugu d'Avranches, el seu fill.
La transcripció d'una carta que s'ha conservat menciona l'existència d'un comte Ricard. A la Vita Gauzlini, André De Fleury relata els problemes de l'Abadia de Saint-Benoît-sur-Loire amb Ricard, el fill del comte Robert, qui havia estat portat a l'abadia per ser-hi frare, però ques es va retirar quan es va trobar que era l'únic fill supervivent del comte. És lògic considerar que aquest Ricard va succeir al seu pare i va ser comte de la regió d'Avranches fins a 1026.
Guillem Guerlenc (o Warlong, Werling, Warlenc, Werlenc) va assolir la funció comtal, però aquesta vegada clarament establert a Mortain. El seu parentiu està subjecte a debat. Per a Orderic Vitalis, és el fill del comte Mauger. Douglas conclou que és impossible que sigui el fill de Mauger, el comte de Corbeil i fill de Ricard I per un problema de cronologia. Però Cassandra Potts. el contradiu, proposant que el comtat de Mortain li fou donat després de l'exili del seu cosí Ricard el 1026. Per a Groud-Cordray i Nicolas-Méry, la successió tingué lloc certament el 1026 però és sobre el comtat d'Avranches i no de Mortain.
Poc abans o poc després de la meitat del segle XI segons Orderic Vitalis o després de 1055 segons algunes cartes conservades, fins i tot al voltant de 1060 i potser no abans de 1063, Guillem Guerlenc caigué en desgràcia i fou reemplaçat. És bastant probable que fou deposat al final dels anys 1050, després de les batalles de Mortemer (1054) i Varaville (1057). No se sap si la raó d'aquesta destitució era realment fundada. Orderic Vitalis constata que va ser implicat en un complot de rebel·lió contra el duc i que va ser desterrat i es va haver d'exiliar. El duc de Normandia tenia per a estratègia en aquesta època desfer-se de la influència dels Ricardistes.
Guillem el Conqueridor va nomenar llavors al seu germanastre matern Robert de Mortain (mort el 1090) com a comte; li calia un home de confiança per a aquest territori estratègic com era llavors el Mortainais com a frontera amb el ducat de Bretanya, el comtat del Maine i la senyoria de Bellême; estava a més proper als importants centres eclesiàstics d'Avranches i de Coutances. Bellême era un territori de lleialtat dubtosa, quasi-independent, a la frontera del Maine, del Blesois (Blois), i del domini reial. Robert de Mortain, germanastre matern de Guillem el Conqueridor va fer construir o fortificar places fortes a Mortain, Saint-Hilaire-du-Harcouët, Le Teilleul i Tinchebray que formaven una poderosa línea de defensa a la frontera sud-oest del ducat. Altres places fortes a destacar al comtat foren els castells de Saint-James-de-Beuvron i de Cérences. El 1082 Robert va conquerir el castell de Gorron al Maine, el que li va donar una bona base avançada contra Folc IV d'Anjou. Robert de Mortain va participar en la conquesta normanda d'Anglaterra, i va ser el segon senyor més ric en Anglaterra després del duc i d'Odon De Conteville. El seu fill Guillem el va succeir.
A Guillem de Mortain (mort el 1140), aliat de Robert Courteheuse, li fou confiscat el seu comtat després de la batalla de Tinchebray. Capturat, va ser empresonat durant llargs anys, probablement fins a la mort del rei el 1135, i després va ser frare fins a morir el 1040.
A diferència d'algun altre comtat, per exemple el comtat d'Eu, Mortain tenia poca autonomia; fou una unitat política coherent a partir de la meitat del segle xi i fins al segle xiii. Va restar en relació estreta amb el poder ducal fins que fou parcialment desmembrat per Lluís IX de França el Sant l'abril del 1235.
Robert de Vitri va ser nomenat comte per Enric I d'Anglaterra el 26 de setembre de 1106. Pren aquest títol en algunes cartes de Savigny. El va tenir poc de temps i no va fer res de destacable.
Enric I d'Anglaterra cedí després el comtat a Esteve de Blois, futur rei d'Anglaterra, que era el seu nebot, del qual tenia la custòdia des de 1102. L'any és desconegut, probablement entre 1112 i 1119. El 1130, Esteve era el senyor més ric en els dominis del seu oncle. Quan Esteve va pujar al tgron d'Anglaterra, aspirava també a la possessió del ducat de Normandia però de fet no va tenir el control d'aquest ducat, i el comtat de Mortain era el seu únic punt de suport.
Jofré V d'Anjou Plantagenet, el marit de Matilde l'Emperadriu va atacar Normandia el 1137 i el 1141. Mortain estava a primera línia i aquest comtat i l'Avranchin foren conquerits el 1142 per Enric de Fougères. Jofrfé esdevingué duc de Normandia per dret de la seva dona (de iure uxoris) el 1144. Enric II d'Anglaterra va pujar al tron anglès el 1154, i el comtat estava inclòs dins els dominis dels Plantagenet però ja havia perdut el seu valor estratègic i en endavant va servir de comtat d'assignació. Tal com estava pactat al tractat de Wallingford, Guillem de Boulogne (mort el 1159), el fill petit del rei Esteve d'Anglaterra, que era comte de Boulogne i comte de Surrey (per matrimoni), va ser autoritzat a succeir al seu pare a les terres que aquest tenia abans de la seva accessió al tron. Va recuperar doncs el comtat de Mortain a la mort del seu pare el 1154. Mateu de Boulogne aspirava al títol llavors. Es va arreglar amb Enric II cap al 1168, i hi va renunciar contra una suma de diners.
Quan Ricard Cor de Lleó va succeir al seu pare Enric II el 1189, va donar el comtat i el títol de comte de Mortain a son germà Joan sense Terra. Va portar aquest títol, i va pujar al tron anglès el 1199. Després de la invasió del ducat de Normandia el 1204 pel rei Felip August, quan va ocupar gran part del ducat
Renald I de Dammartin (mort el 1227) havia esdevingut comte de Boulogne de iure uxoris el 1192 i comte de Dammartin el 1200 a la mort del seu pare. Felip August el va reconèixer com a comte de Mortain vers 1204-1206, però el 1211 Renald es va rebel·lar i va fer homenatge al rei d'Anglaterra. Els seus títols i possessions li foren confiscats i fou capturat a la batalla de Bouvines el 1214 i empresonat. Després de la revolta de Renald, el batlle francès a Caen, Pere de Thillay, va agafar ràpidament el control del comtat; Del 1212 en endavant hi va tenir bases junt amb el seu gendre Eudes du Tremblay, el castellà reial de Mortain. Pere de Thillay va supervisar els afers del comtat durant uns anys fins que el 1223 el rei el va cedir al gendre de Renald de Dammartin, Felip Hurepel, com a pairia, moment a partir del qual l'administració control es va reprendre.
Felip de França i de Merània (Felip Hurepel de Clermont) (mort el 1234) era el fill segon del rei Felip August, i estava casat amb la filla i hereva de Renald de Dammartin. Des de maig del 1212 era comte de Boulogne de iure uxoris i fou nomenat pel seu pare com a comte de Mortain i comte d'Aumâle el febrer 1223. Aquests títols van ser confirmats el febrer 1224 pel seu germà Lluís VIII de França el Sant.
El seu fill Aubri de Dammartin (mort el després de 1284) va heretar del títol a la seva mort el 1232. Va abandonar tots els seus títols a la seva germana per marxar instal·lar-se a Anglaterra.
L'abril del 1235 el comtat de Mortain i el comtat veí de Domfront foren repartits entre Matilde de Dammartin, comtessa de Boulogne, que va rebre un terç del territori, i el rei, que es va quedar amb la resta. Per via d'herència va arribar a la casa de Navarra. Joana de Dammartin (mort el 1252), esposa de Gaucher de Châtillon (mort el mort el 1250) va rebre el títol del seu germà. Va tornar a la corona a la seva mort el 1252.
M. de Gerville esmenta que un cert Guillem, comte d'Artois va rebre el títol, i que es va conformar a tocar-ne els ingressos. Però no existeix cap Guillem que fos comte d'Artois. Es tractaria potser d'un parent o vassall del comte d'Artois.
Joana II de Navarra (mort el 1349), filla de Lluís X de França, va rebre el comtat d'Angulema i el petit comtat de Mortain en compensació a la seva renúncia als drets sobre la Xampanya. Havia estat desposseïda de totes les seves possessions encara a la infantesa per Felip V de França, i fou Felip VI de França qui al començament del seu regnat va escoltar les seves reivindicacions. Felip d'Evreux (Felip III), el marit de Joana, va esdevenir comtee d'Evreux el 1319, i va ser proclamat rei consort de Navarra el 1328. Les seves possessions franceses van ser confirmades pel tractat de Villeneuve-lès-Avignon, el 14 de març de 1336, data en la qual el comtat de Mortain fou de nou transformat en comtat d'assignació i paria.
El seu fill Carles II de Navarra dit el Dolent (mort el 1387) el va succeir al capdavant dels comtats d'Évreux i Mortain el 1344, conforme a l'acord amb el rei Felip VI de França. Va ser rei de Navarra per herencia de la seva mare Joana el [1349]. Va temptar per múltiples complots d'apoderar-se del tron de França. Al final del 1354, el rei Carles V de França va decidir la confiscació de tots els dominis a França de Carles el Dolent, rei de Navarra. El rei va enviar tropes a prendre possessió de les terres i castells de Carles i la major part de les places es van rendir. Cherbourg, Avranches, Gavray, Évreux, Pont-Audemer i Mortain van resistir; les guarnicions d'aquestes places fortes estaven formades per bascos navarresos fidels al rei de Navarra, que no reconixien al rei de França.
Pere de Navarra (mort el 1412), el seu fill, ostentava el títol des de 1376-1377. Encara vivia el seu pare que havia estat desposseït de les seves terres franceses i probablement era només títol de cortesia. El comtat fou transformat en comtat pairia per a ell, per carta patent no gravada del maig del 1408, després d'una donació de Carles VI, que era el seu cosí. Es va casar amb Caterina d'Alençon, però no van tenir descendència.
A la mort del precedent, el títol va ser donat pel rei Carles VI de França al seu propi fill Lluís de Guyena (mort el 1415) que era duc de Guyena des de 1401.
Anglaterra es va apoderar del comtat de Mortain durant la guerra dels Cent Anys. Tanmateix el rei continua actuant com si no l'hagués perdut.

### Conquesta anglesa de la Guerra de Cent Anys (1418-1450)
Normandia fou envaïda moltes vegades durant la Guerra dels Cent Anys, però la invasió de 1418 fou la més duradora. Al començament del 1419, els anglesos ocuparen Rouen, i el Mont Saint-Michell fou la darrera població a resistir.
Enric V d'Anglaterra va designar diversos nobles al capdavant dels comtats històrics de Normandia (Mortain, Eu, Perche, Harcourt, etc.). El primer fou per un tal Eduard del qual només es coneix el nom i que morí el 1419 a Mortain. Thomas Langholme el va succeeir un cert temps.,.
Joan de Lancaster, duc de Bedford, fou designat regent d'Anglaterra i de França a la mort d'Enric V el 1422. Fou el comandant a cap de les tropes angleses a França. Va fer destruir el castell de Mortain i és doncs considerat com a comte de Mortain, ja que era posseïdor efectiu del comtat. Edmond Beaufort (mort el 1455) va rebre el comtat el 4 d'abril de 1427. Serà més tard comte i després duc de Somerset.
La Normandia fou reconquerida als anglesos en un any, de 1449 a 1450 par Carles VII de França. No obstant això, a la mort de Beaufort el 1455, el seu fill Henri (mort el 1464) hereta d'un títol de comte de Mortain. qui no era ja més que honorífic.

### Comtes francesos durant l'ocupació anglesa
Lluís VII de Baviera-Ingolstadt (mort el 1447), duc de Baviera (1413), es va casar amb Caterina d'Alençon, la vídua de Pere de Navarra el 1413, i va rebre el comtat de Mortain en dot. Va agafar el títol de comte de Mortain a partir de 1416.
Joan VIII d'Harcourt fou creat comte de Mortain poc abans de la seva mort a la batalla de Verneuil (1424), per nomenament reial de Carles VII de França que no era efectiu per l'ocupació anglesa, i merament honòrific. Després del 1424 el rei de França va nomenar comte a Jean de Dunois, comte de Dunois, bastard de Lluís I d'Orleans, duc d'Orleans. Després per cartes patents del mes de juliol de 1425, li va retirar el títol per investir a Carles d'Anjou.
Carles d'Anjou (mort el 1473), comte de Maine (1434), fill de Lluís II d'Anjou, va rebre el títol de comte de Mortain el juliol 1425 a Poitiers.

### Reconquesta francesa de Normandia
Com s'ha dit Normandia fou reconquerida als anglesos en un any, de 1449 a 1450 per Carles VII de França. Carles de Valois, duc de Berry, fill de Carles VII de França, germà de Lluís XI de França rebé el ducat de Normandia i el títol de comte de Mortain l'octubre de 1465. El seu germà li va prendre el ducat el 1469, però després es van reconciliar i fou fet duc de Guyena al seu lloc.
Carles IV del Maine (mort el 1473), comte del Maine i de Guisa, portava altre cop el títol el 1470. Francesc I de França va donar el comtat a Lluís III de Montpensier (mort el 1582), duc de Montpensier, a canvi de terres situades al Països Baixos i promeses pel rei a Carles V, emperador del Sacre Imperi Romanogermànic. El títol es va quedar a la família fins a la mort d'Enric de Montpensier el 1608.
La seva filla Maria de Borbó, duquessa de Montpensier, va heretar el comtat i la seva immenda fortuna i es va casar amb Gastó de França el 1629, i després va passar la filla comuna Anna Maria Lluïsa d'Orleans coneguda com la Grande Mademoiselle (Gran Senyoreta) qui el va conservar fins a la seva mort.
Felip d'Orleans, I duc d'Orleans (mort el 1701), germà de Lluís XIV de França, la va succeir en qualitat de legatari universal. Al seu torn el va llegar al seu fill, i el títol es va quedar en la família fins a la Revolució Francesa.

### Període contemporani
Per raó del divorci del seu fill el príncep Enric d'Orleans i d'Orleans-Bragança, Enric d'Orleans comte de París li va retirar el seu títol de cortesia de comte de Clermont per donar-li el de comte de Mortain, el 31 d'octubre de 1984. Enric d'Orléans fill no l'utilitzarà mai.

## Llista dels comtes de Mortain

### Comtes anglo-normands
- vers 1015-? : Robert d'Avranches
- vers ?-1026: Ricard, fill
- 1026- després de 1055: Guillem Guerlenc (mort el 1067)
- després de 1055-1090: Robert de Mortain o Robert de Conteville
- 1090-1106: Guillem de Mortain (mort el 1140), fill
- després de 1106 - abans de 1112 : Robert de Vitré
- vers 1112-1135: Esteve de Blois (mort el 1154), comte de Boulogne, després rei d'Anglaterra i duc de Normandia el 1135.
- 1135-1142 Lligat al ducat de Normandia
- 1142-1144: Jofré V d'Anjou, comte d'Anjou i del Maine, de facto
- 1144-1154 Lligat al ducat de Normandia
- 1154-1159: Guillem de Boulogne (mort el 1159), fill d'Esteve de Blois.
- 2259-1189 Lligat al ducat de Normandia
- 1189-1199: Joan d'Anglaterra (mort el 1216), futur rei d'Anglaterra conegut com a Joan sense Terra el 1199.
- 1199-1205: Lligat al ducat de Normandia

### Comtes feudataris francesos Pairia (des de 1223)
- abans de 1206-1211 : Renald de Dammartin (mort el 1217), comte de Boulogne
- 1223-1234 : Felip Hurepel de Clermont (mort el 1234), comte d'Aumale i de Boulogne. Gendre.
- 1232-? : Aubri de Dammartin (mort el després de 1284), renuncia al títol, fill
- ?-1252 : Joana de Dammartin (Joana I de Mortain morta el 1252)
- Gaucher de Châtillon (mort el 1250), comte de iure uxoris ;
- 1328-1343 : Joana II de Navarra (Joana II de Mortain mort el 1349)
- Felip d'Evreux (Felip III de Navarra) (mort el 1343), rei de Navarra comte consort i per nomanement reial
- 1344-1354 : Carles II de Navarra i I de Mortain (mort el 1387)
- 1354-1408: A la corona francesa
- 1408-1412 : Pere de Navarra (mort el 1412), sense fills
- 1412-1415 : Lluís de Guyena (mort el 1415), duc de Guyena
- 1416-1423 : Lluís VII de Baviera-Ingolstadt (mort el 1447), duc de Baviera ; nominal des de 1418

### Comtes anglesos
- 1418-1419 : Eduard (mort el 1419) ;
- 1419-1422 : Thomas Langholme ;
- 1422?-1427 : Joan de Lancaster I de Mortain (mort el 1435), regent d'Anglaterra a partir de 1422
- 1427-1455 : Edmond Beaufort (mort el 1455)
- 1455-1464 : Henri Beaufort (mort el 1464), duc de Somerset. Fill i hereu, porta només el títol

### Comtes nominals francesos sota ocupació anglesa
- 1423-1424 : Joan VIII d'Harcourt (mort el 1424)
- 1424-1425 : Joan de Dunois (mort el 1468), comte de Dunois
- 1425-? : Carles IV del Maine i II de Mortain (mort el 1472), comte del Maine

### Comtes francesos
- 1465-1469 : Carles de França i III de Mortain (mort el 1472), duc de Normandia després duc de Guyenne ;
- 1469-1473 : Carles IV del Maine (mort el 1473), comte del Maine
- 1529-1582 : Lluís III de Montpensier I de Mortain (mort el 1582), duc de Montpensier;
- 1582-1592 : Francesc de Montpensier (mort el 1596), duc de Montpensier.
- 1592-1608 : Enric de Montpensier (mort el 1068), duc de Montpensie, fill
- 1608-1627 : Maria de Borbó, duquessa de Montpensier (mort el 1627), filla
- 1626-1660 : Gastó de França (mort el 1660), duc d'Orleans , consort
- 1660-1693 : Anna Maria Lluïsa d'Orleans duquessa de Montpensier (mort el 1693), filla
- 1693-1701 : Felip de França (mort el 1701), duc d'Orleans
- 1701-1723 : Felip d'Orleans anomenat el Regent (mort el 1723), duc d'Orléans, régent pel rei Lluís XV. Fill
- 1723-1752 : Lluís IV d'Orleans anomenat el Pietós (mort el 1752), duc d'Orleans. Fill
- 1752-1785 : Lluís Felip d'Orleans anomenat el Gros (mort el 1785), duc d'Orleans. Fill
- 1785-1793 : Lluís Felip d'Orleans anomenat Felip Igualtat (mort el 1793), duc d'Orleans. Fill